# Kill Team Kill
Kill Team Kill (en español, Equipo mortal) es el quinto episodio de la tercera temporada de Love, Death & Robots. Es el episodio número 31 de la serie en general. Está basada en la historia corta homónima de Justin Coates. El episodio trata sobre un grupo de agentes de las fuerzas especiales estadounidenses que se verán obligados a pelear con un oso cibernético muy poderoso. Se estrenó el 20 de mayo del 2022 en Netflix.

## Argumento
Los agentes de las Fuerzas Especiales Estadounidenses., el sargento Nielsen y los soldados rasos Folen, Coutts, Macy y Erwin, cruzan una cadena montañosa para reunirse con el resto de su pelotón, solo para encontrarlos terriblemente destrozados en un bosque. Un oso cibernético salta del bosque para atacarlos, inmune a balas y espadas, y mata a Coutts y Erwin. Solo es repelido por la oportuna llegada de un soldado que se presenta como el sargento Morris. Había estado estacionado en una base subterránea secreta, y el oso (nombre en código "Barghest") solía patrullar con los soldados antes de volverse contra ellos.
Morris lleva a los tres soldados restantes a su base solo para descubrir que sus ocupantes han sido asesinados por Barghest. Ansiosos por acabar con el oso, los hombres reabastecen la armería y se esconden en el sótano antes de llamar a Barghest para que les indique su ubicación. Atraviesa la pared detrás de ellos, matando a Morris. Los soldados logran quitarle su cubierta protectora de gel balístico y aparentemente se apaga, solo para mutilar a Folen cuando se acerca para regodearse. Después de separar la parte superior del cuerpo de la mitad inferior, Nielsen finalmente derrota a Barghest martillando su cráneo con un lanzacohetes.
Mientras se desangra, Folen le pide a Nielsen que le diga a su esposa que tuvo una aventura con su hermana. Poco después de que muere Folen, el ojo del oso inmóvil detona en una enorme explosión, probablemente destruyendo la base subterránea y matando a Nielsen y Macy.

## Reparto de Voces
| Personaje        | Actor/Actriz original Estados Unidos | Actor/Actriz de doblaje Hispanoamérica | Actor/Actriz de doblaje España |
| ---------------- | ------------------------------------ | -------------------------------------- | ------------------------------ |
| Sargento Nielsen | Gabriel Luna                         | Hiram Cárdenas                         | Pablo Adán                     |
| Cabo Folen       | Seth Green                           | Alan Velázquez                         | Miguel Ángel Garzón            |
| Sargento Morris  | Joel McHale                          | Gabriel Basurto                        | Chema Moscoso                  |
| Cabo Macy        | -                                    | Juan José Hernández López              | Iñaki Crespo                   |
| Cabo Coutts      | Steve Blum                           | Héctor Estrada                         | -                              |
| Cabo Erwin       | Andrew Kishino                       | Pascual Meza                           | -                              |

## Símbolos
Al finalizar el intro, se nos presenta una serie de 3 símbolos, siendo: Un corazón (❤), una equis (❌) y una cabeza robótica (🤖); reflejando amor, muerte y robots respectivamente. De ahí los símbolos cambian velozmente, acoplándose a la temática del episodio en cuestión, en cada episodio los símbolos son distintos. En Kill Team Kill nos presentan los siguientes símbolos:
- Una calavera con gafas de sol de aviador. Representando al Cabo Macy (😎)
- Una calavera con gafas de sol protectoras. Su mandíbula es más ancha que las demás y representa al Cabo Couts  (😎)
- Una calavera con auriculares. Representando al Cabo Erwin (🎧)

## Lanzamiento
Kill Team Kill se estrenó el 20 de mayo de 2022 en Netflix junto con el resto de episodios que componen el volumen 3.